# Districte de Sokolov
El districte de Sokolov - (txec) Okres Sokolov - és un dels tres districtes de la regió de Karlovy Vary, a la República Txeca. La capital és Sokolov.

## Llista de municipis

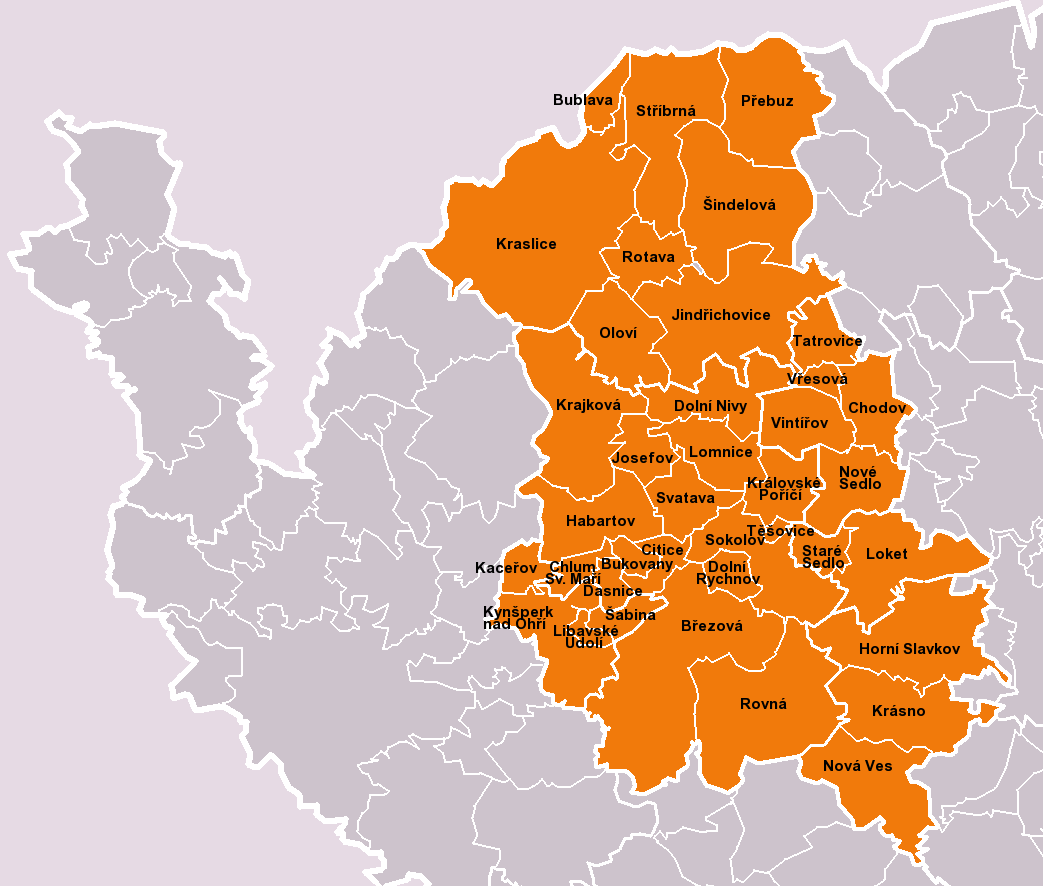
Mapa polític del districte de Sokolov

Březová - 
Bublava - 
Bukovany - 
Chlum Svaté Maří - 
Chodov - 
Citice - 
Dasnice - 
Dolní Nivy - 
Dolní Rychnov - 
Habartov - 
Horní Slavkov - 
Jindřichovice - 
Josefov - 
Kaceřov - 
Krajková - 
Královské Poříčí -
Kraslice - 
Krásno - 
Kynšperk nad Ohří - 
Libavské Údolí - 
Loket - 
Lomnice - 
Nová Ves -
Nové Sedlo - 
Oloví - 
Přebuz - 
Rotava - 
Rovná - 
Šabina -
Šindelová - 
Sokolov - 
Staré Sedlo - 
Stříbrná - 
Svatava - 
Tatrovice - 
Těšovice - 
Vintířov - 
Vřesová